# Bulbophragmium
Bulbophragmium es un género de foraminífero bentónico de la familia Labyrinthidomatidae, de la superfamilia Haplophragmioidea, del suborden Loftusiina y del orden Loftusiida. Su especie tipo es Haplophragmium aequale. Su rango cronoestratigráfico abarca el Campaniense (Cretácico superior).

## Discusión
Clasificaciones previas incluían Bulbophragmium en el suborden Textulariina del orden Textulariida o en el orden Lituolida.

## Clasificación
Bulbophragmium incluye a la siguiente especie:
- Bulbophragmium aequale